# 太平四须鲃
太平四须鲃（学名：Barbodes margarianus）为鲤科四须鲃属的鱼类。在中国，分布于龙川江、大盈江等。该物种的模式产地在太平江的支流南奔河。

## 扩展阅读
維基物種上的相關：太平四须鲃